# Pierre-Charles Simart
Pour les articles homonymes, voir Simart.
Pierre-Charles Simart, né à Troyes le 27 juin 1806 et mort à Paris le 27 mai 1857, est un sculpteur français.

## Biographie
Fils d'Antoine Simart, menuisier à Troyes, et de Catherine Loiseau, Pierre-Charles Simart manifeste très tôt des dons pour le dessin et la sculpture. Après des études à l'école de dessin de Troyes, il est admis à l'École des beaux-arts de Paris, où il est l'élève d'Antoine Desboeufs, Charles Dupaty, Jean-Pierre Cortot et James Pradier. Simart remporte en 1833 le premier grand prix de Rome de sculpture avec un relief ayant pour sujet Le Vieillard et les enfants. Il est élu membre de l'Académie des beaux-arts en 1852.
Il a sculpté les dix hauts-reliefs de la crypte du tombeau de Napoléon 1er aux Invalides ainsi que la grande statue de l'empereur en costume de sacre.
Il épouse le 12 mai 1841 à Paris, Laure Jaÿ, fille de l'architecte Alphonse-François Marie Jaÿ et d'Adèle Baltard, sœur de l'architecte Victor Baltard. Le couple a un fils polytechnicien et officier de marine, Georges Simart, et une fille. Veuf en 1851, il se remarie le 14 octobre 1852 avec Amélie Baltard, cousine de sa première épouse.
Il décède accidentellement des suites d'une chute d'un omnibus. Après le décès de son mari, son épouse entre dans les ordres sous le nom de révérente mère Saint-Pierre.
Pierre-Charles Simart est nommé chevalier de la Légion d'honneur le 5 juillet 1846, puis promu officier du même ordre le 14 juin 1856.
Émilien Cabuchet fut l'un de ses élèves.
Les modèles et les moulages de la plupart de ses œuvres, environ soixante-quatre statues, bustes, bas-reliefs ou esquisses en plâtre, ont été offerts par sa veuve à l'actuel musée Saint-Loup de Troyes

## Le chantier du Tombeau de Napoléon aux Invalides
Pierre-Charles Simart a sculpté les bas-reliefs en marbre de Carrare de la galerie circulaire du Tombeau de Napoléon 1er aux Invalides, ainsi que la statue de l’empereur, dans la cella.
Simart est sollicité en juin 1846 par la Chambre des députés, chargée d’examiner le projet du Tombeau de Napoléon. A cette date, seules les esquisses lui sont commandées puis, après l’intervention de Louis Visconti et Hygin-Auguste Cavé, il obtient de sculpter cinq des dix bas-reliefs. Les cinq autres sont confiés à cinq prix de Rome. Ces jeunes sculpteurs sont : Auguste Ottin, Victor Vilain, Louis Léopold Chambard, François Lanno et Petit. De grandes dissensions naissent entre Simart et ses homologues, si bien que Chambard et Vilain abandonnent le projet.
Tous les marbres sont achevés en décembre 1853. Selon Gustave Eyriès, Simart, épuisé par ce projet, aurait qualifié le tombeau de l’empereur de « tombeau de ma gloire ».
Chaque relief mesure 4m30 de long et 2m57 de haut. Sept des dix modèles mi-grandeur plâtre sont conservés au musée des Beaux-Arts de Troyes.
Les dix bas-reliefs ont pour sujet les faits et institutions civils mises en place par Napoléon sous le Consulat : 
- La Légion d’honneur
- Les Travaux Publics
- La Protection accordée au Commerce et à l’Industrie
- La Cour des Comptes
- L’Organisation de l'Université
- Le Concordat
- Le Code Civil
- Le Conseil d’Etat
- L’Administration Française
- La Pacification des Troubles publics

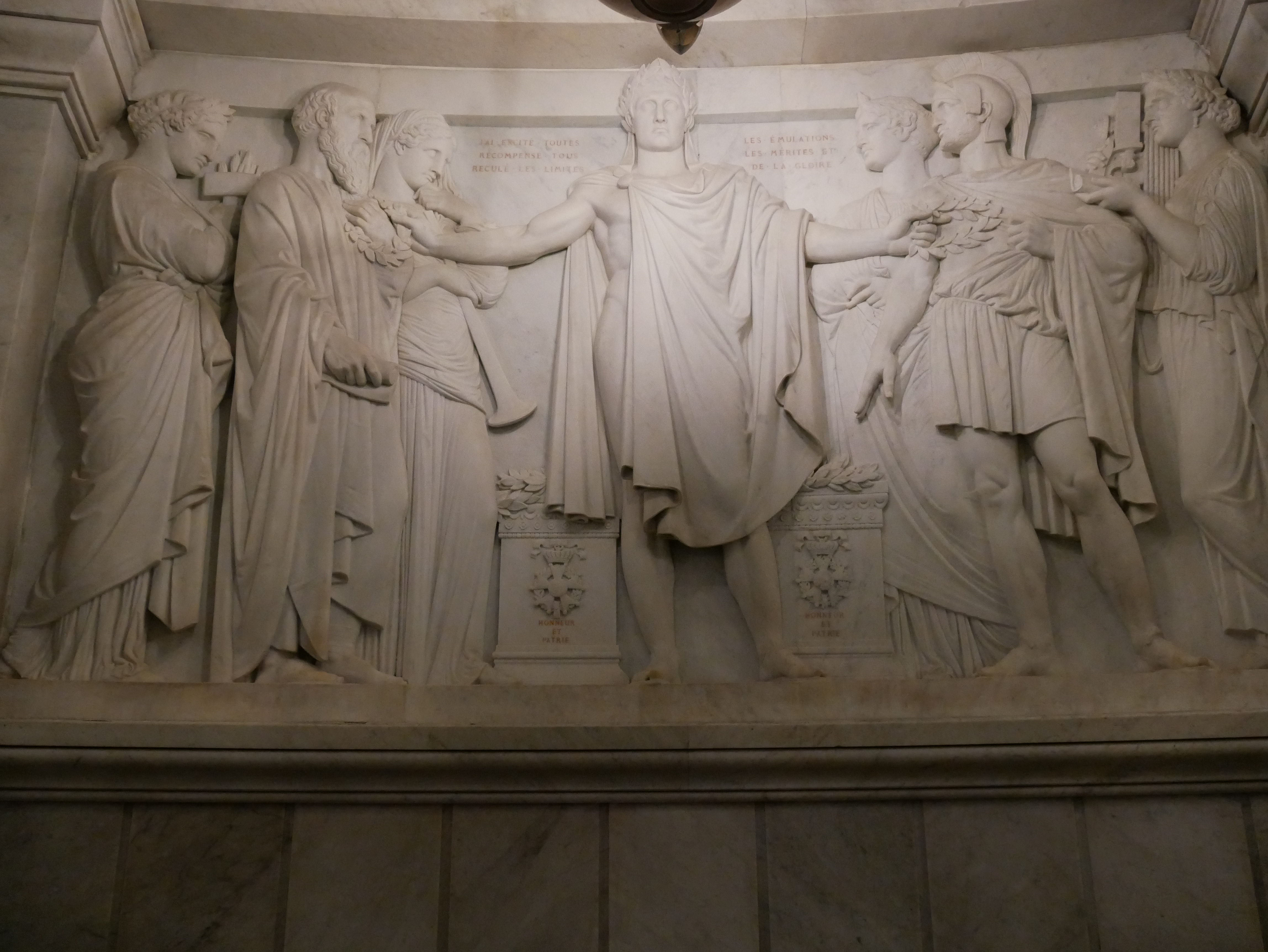
La Légion d'Honneur
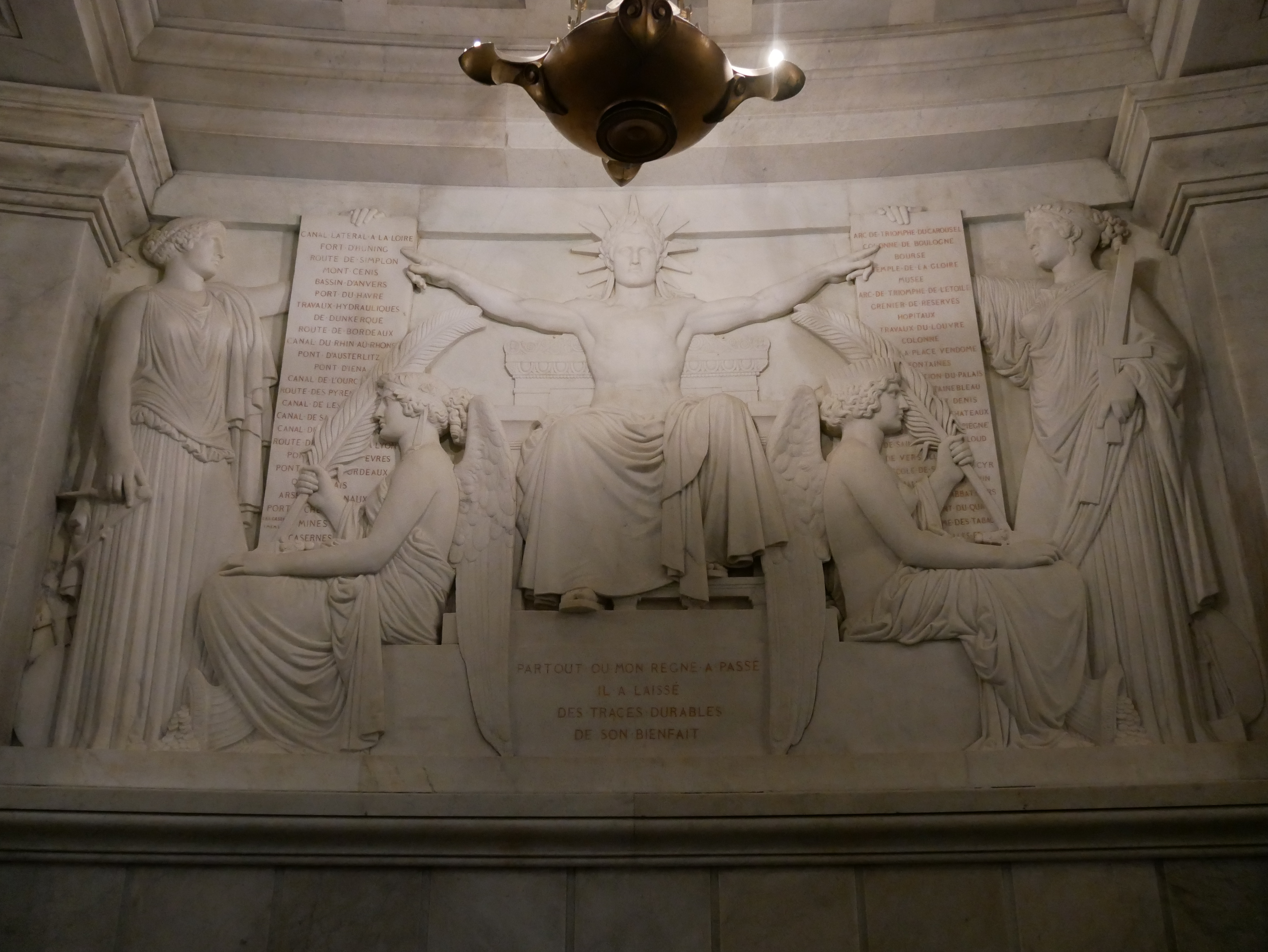
Les Travaux Publics
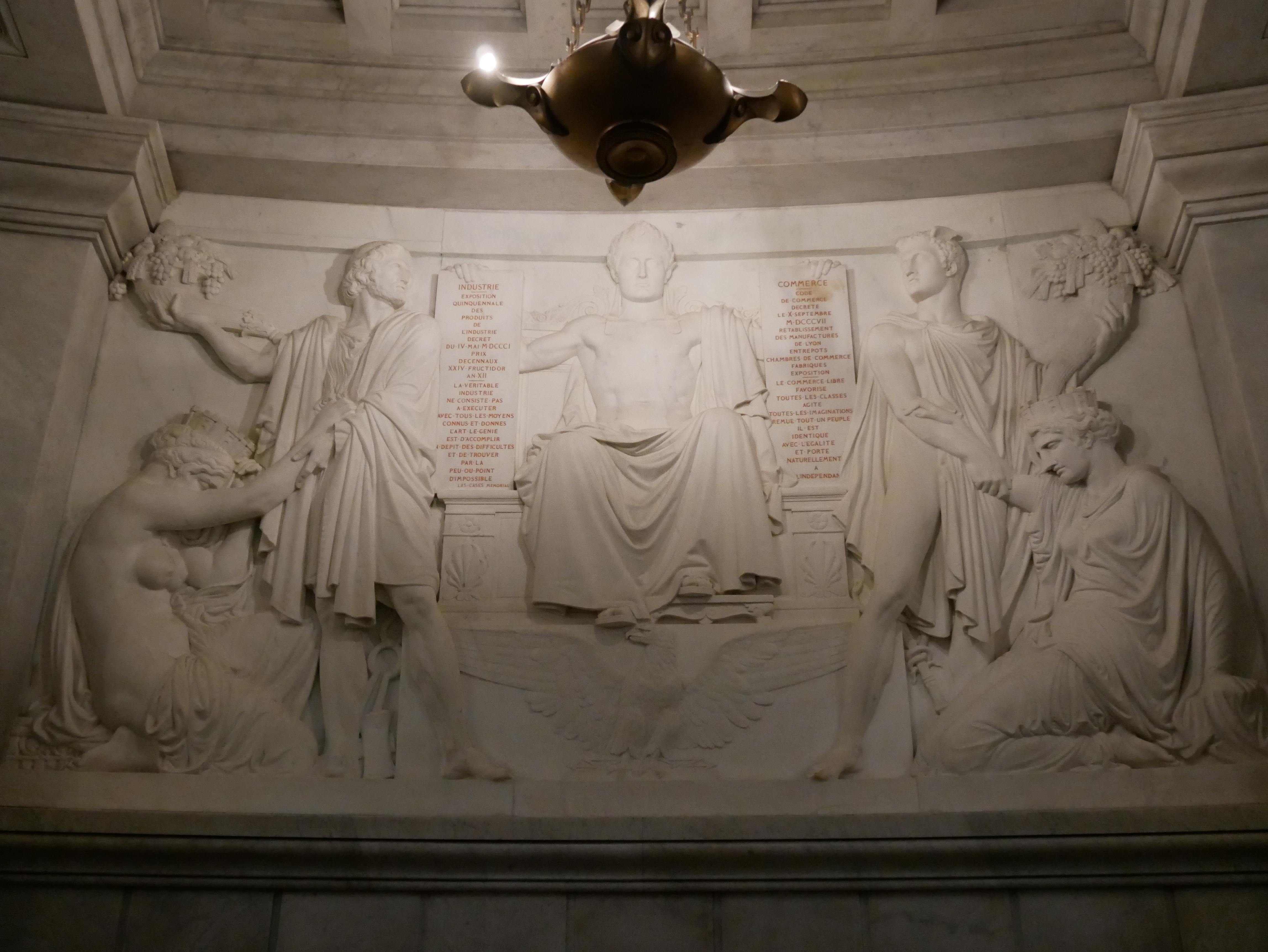
La Protection accordée au Commerce et à l'Industrie
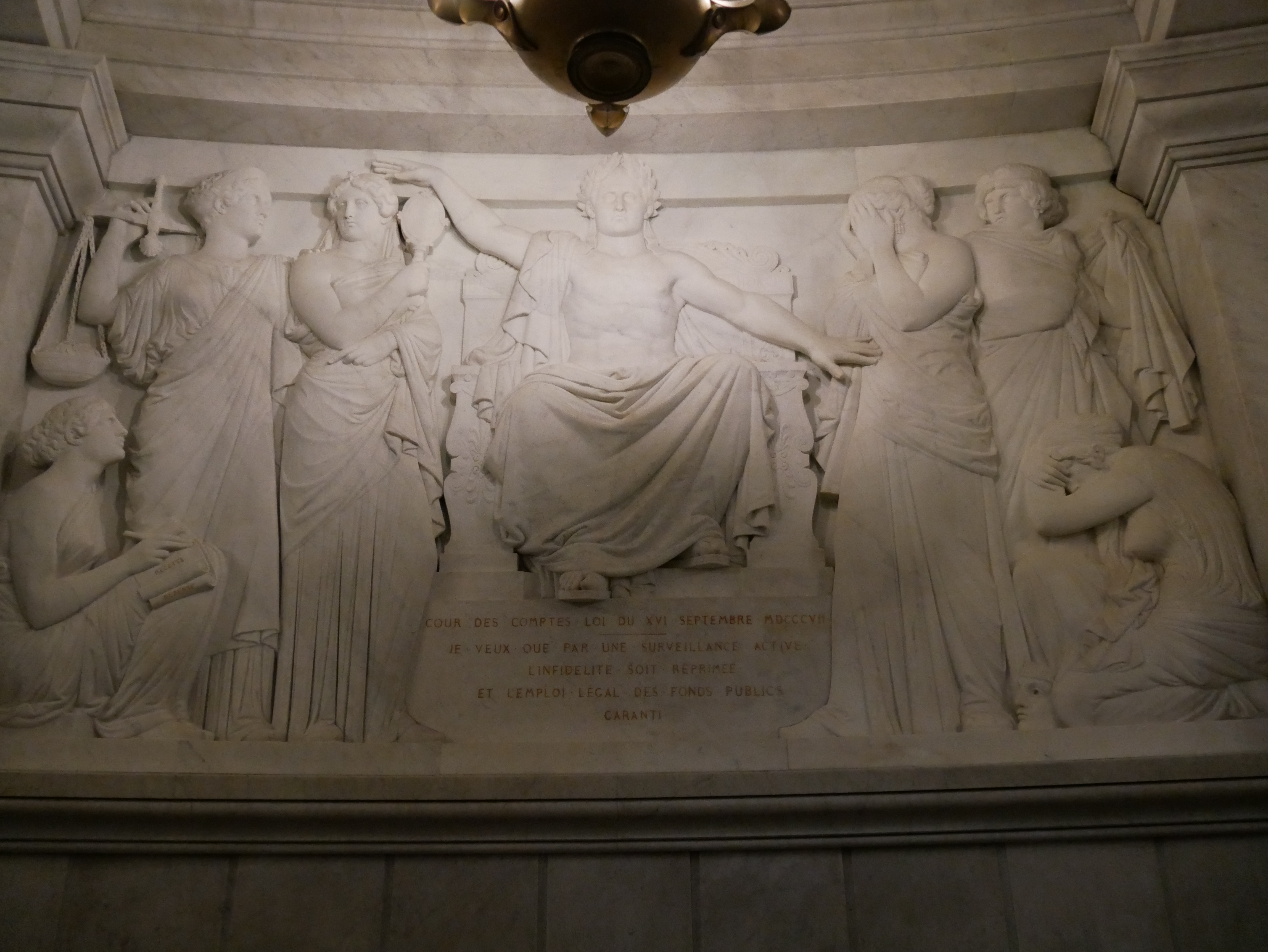
La Cour des Comptes
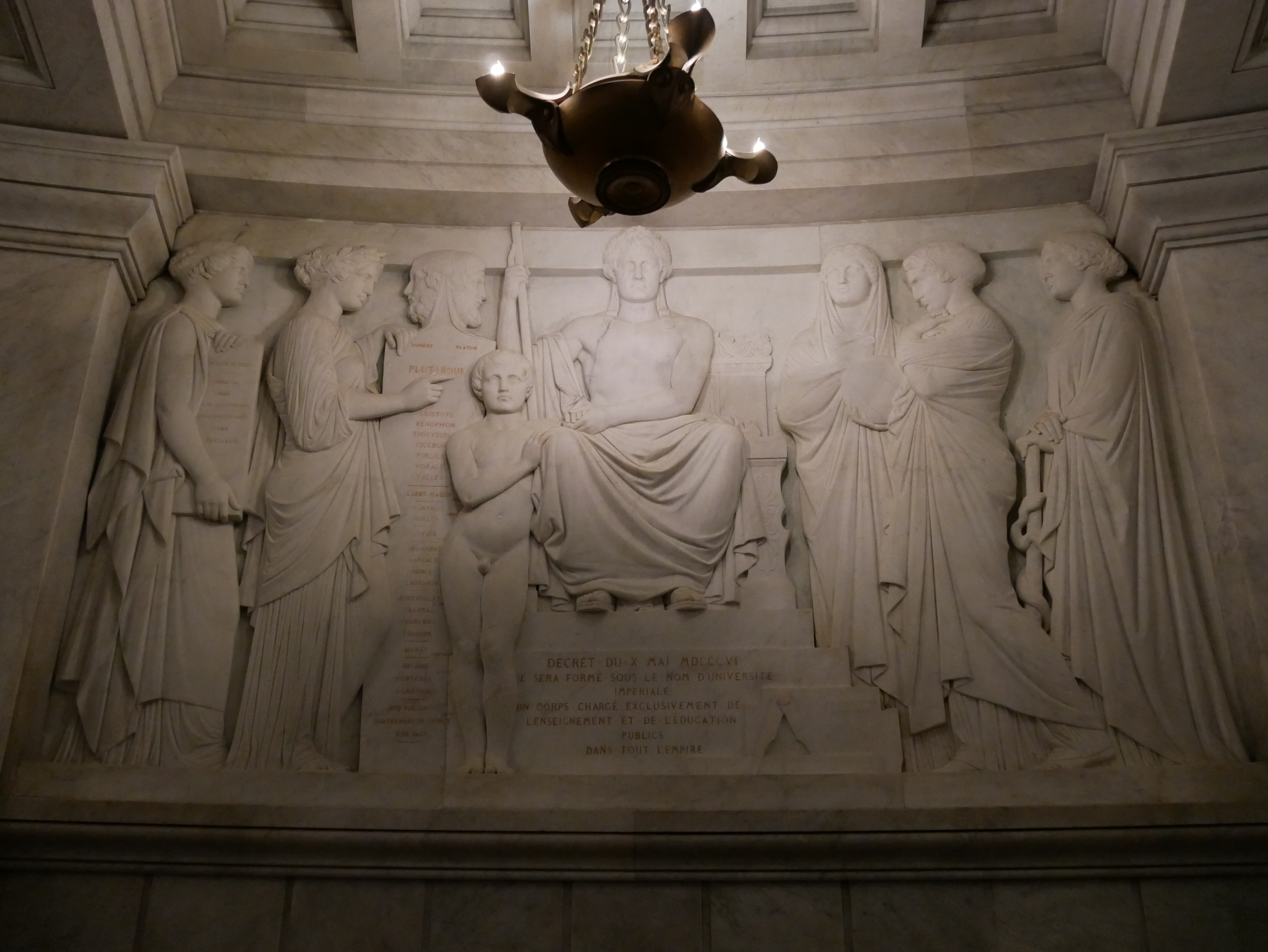
L'Organisation de l'Université
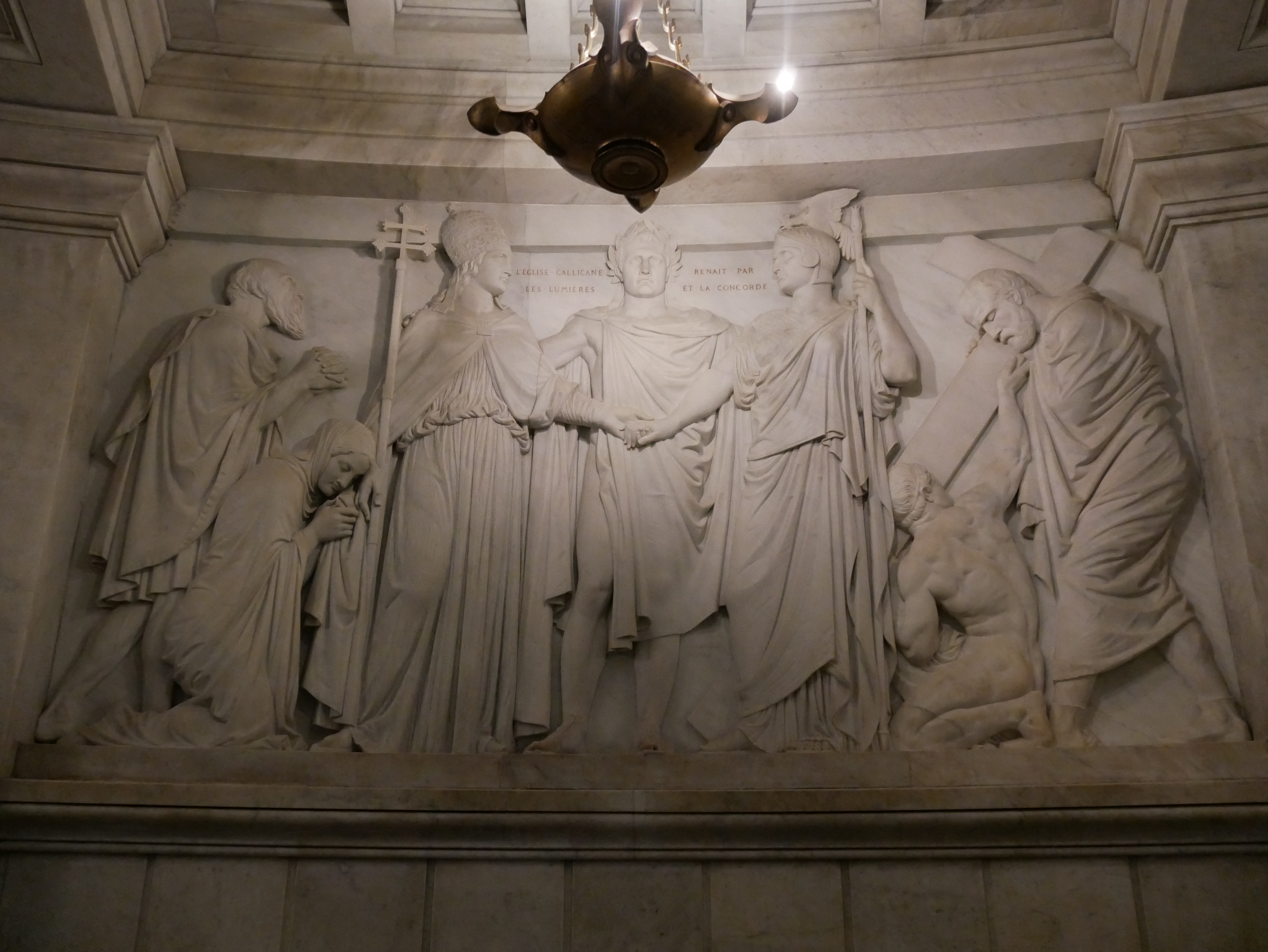
Le Concordat
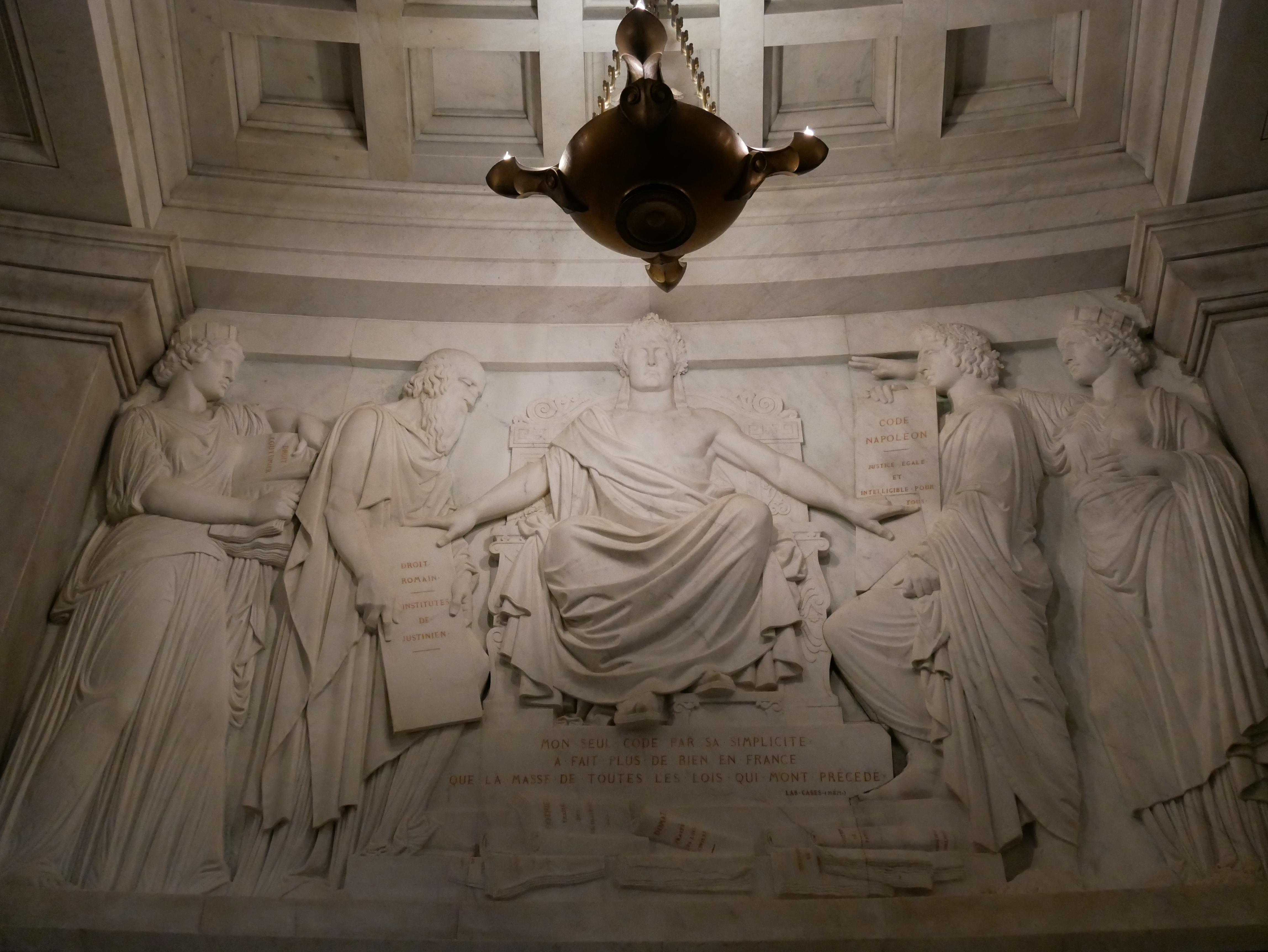
Le Code Civil
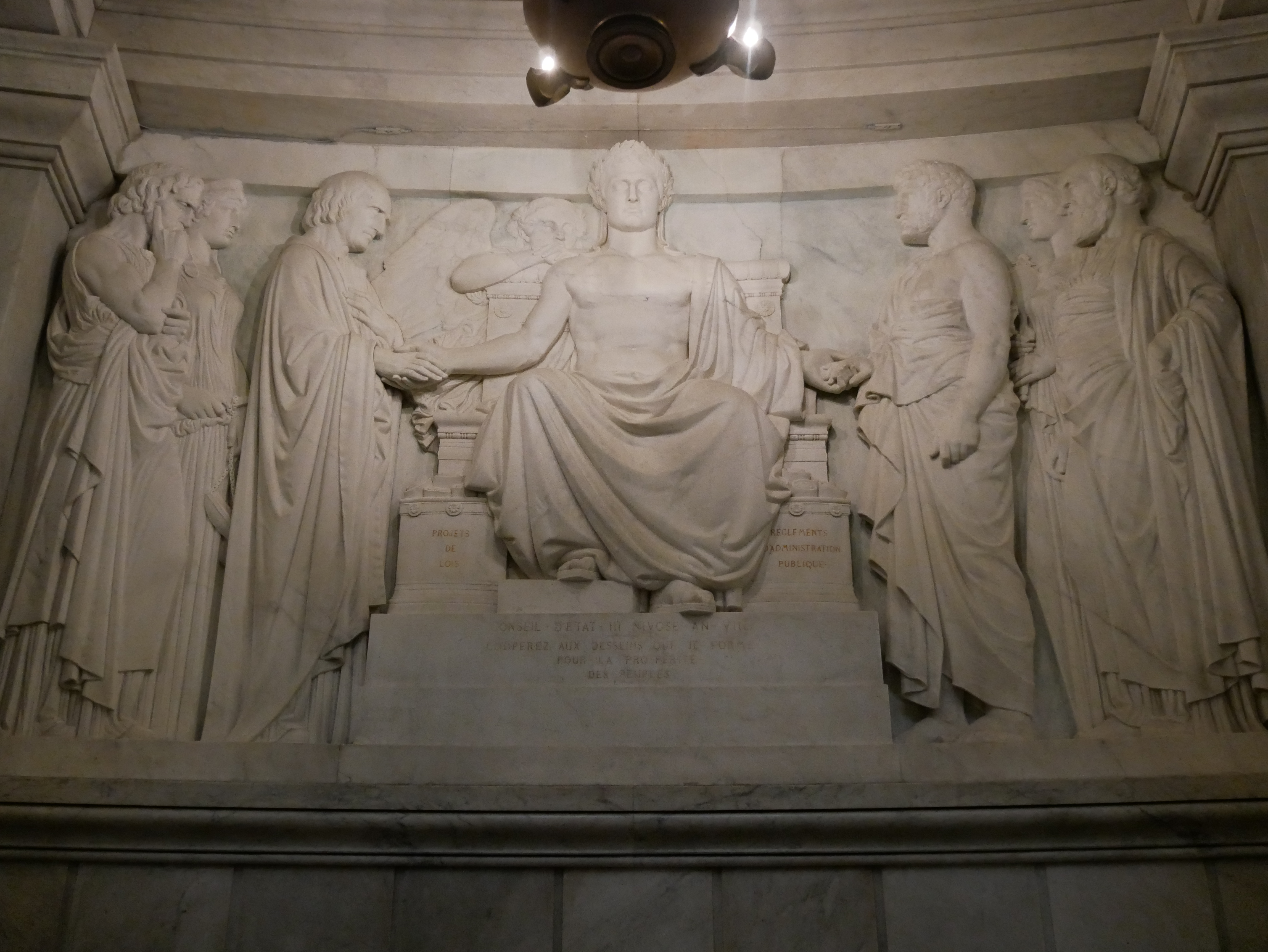
Le Conseil d'État
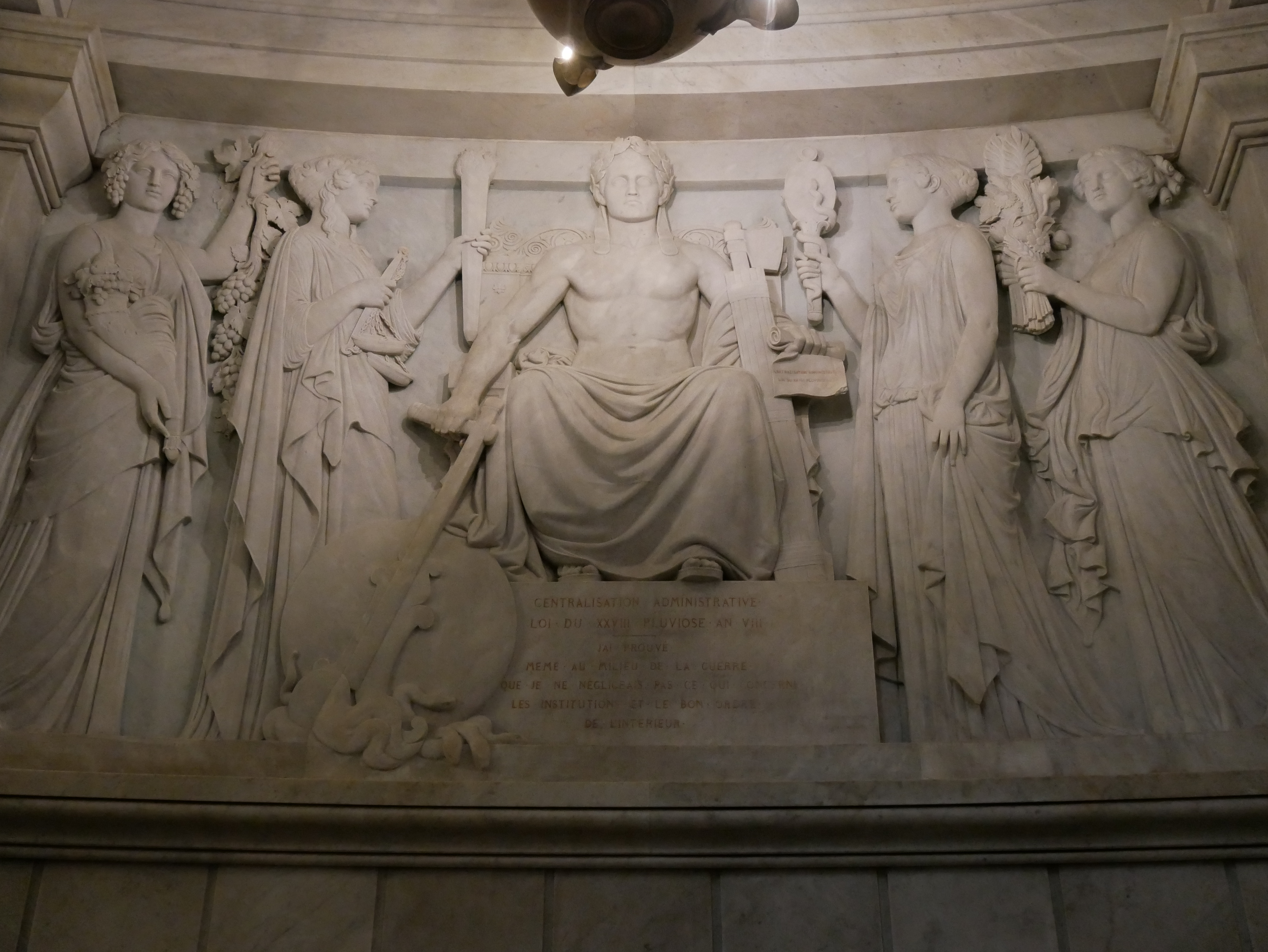
L'Administration Française
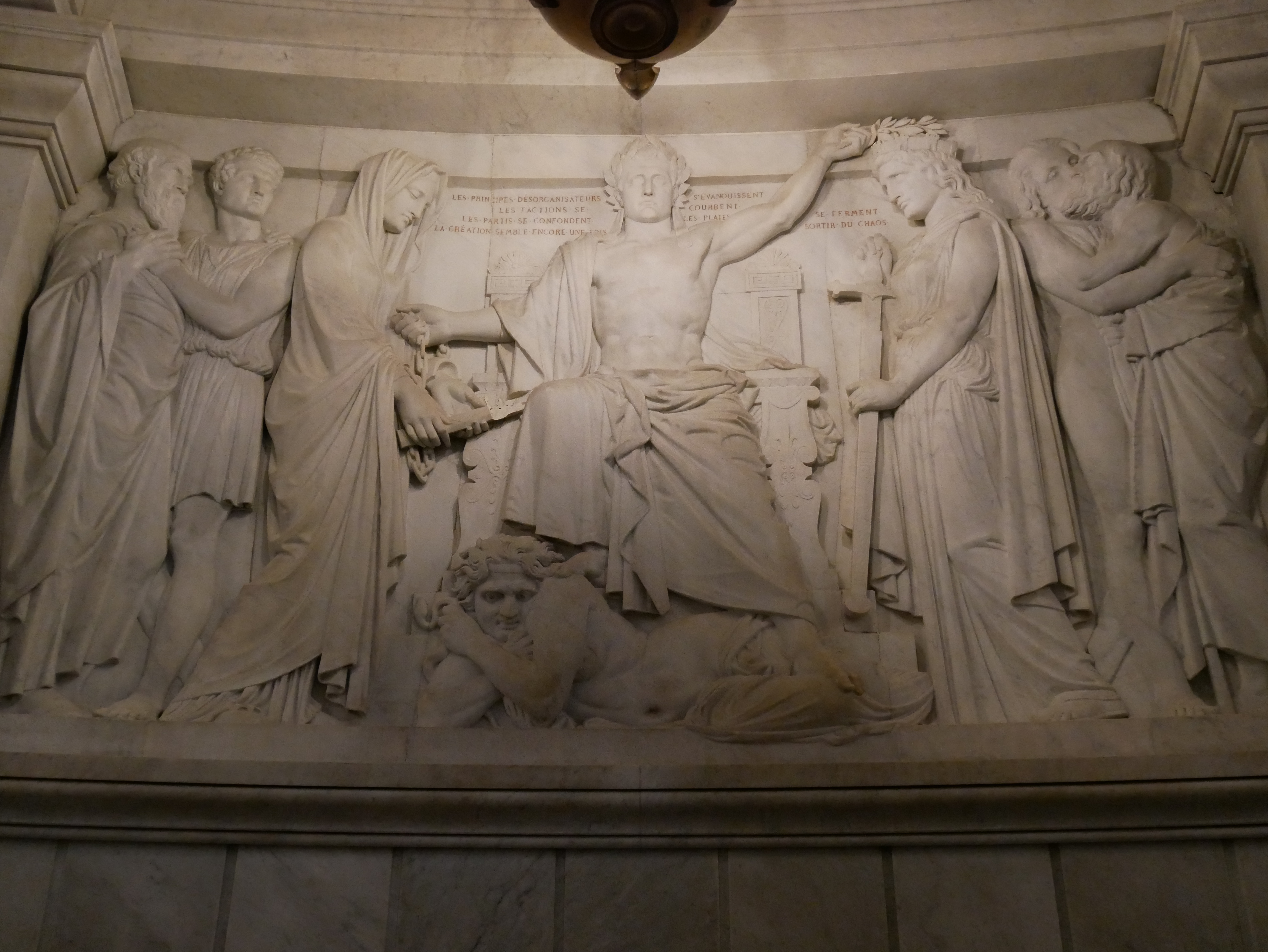
La Pacification des Troubles Publics

La statue en marbre de Napoléon en costume de sacre s’inspire des statues chryséléphantines antiques.

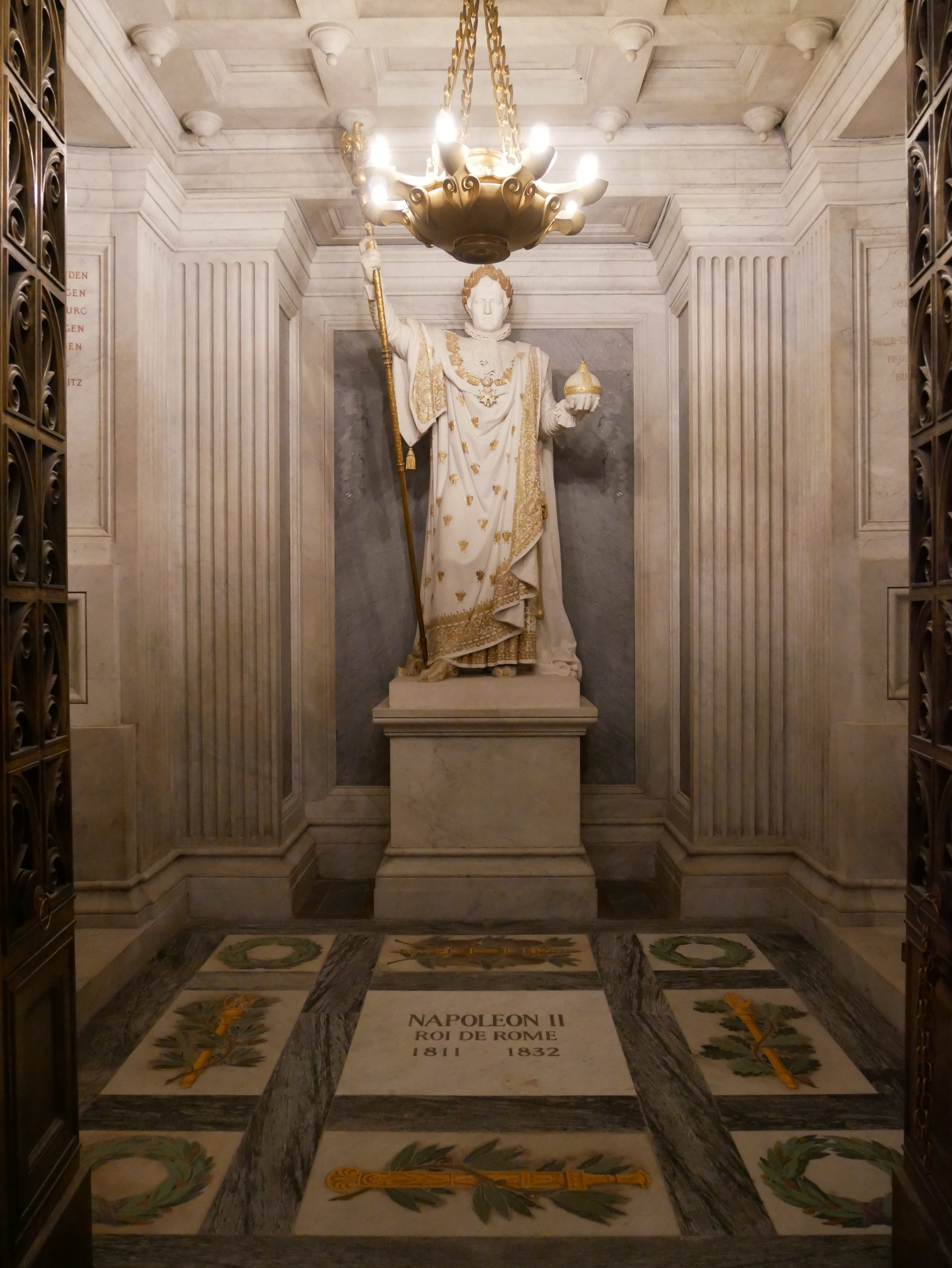
Statue de Napoléon Ier dans la cella du Tombeau

## Hommages
Une rue du 18e arrondissement de Paris et de Troyes portent son nom.

## Œuvres dans les collections publiques
- Dampierre-en-Yvelines, château de Dampierre : Minerve, ou Minerve de Dampierre[10], 1855, statue chryséléphantine d'après Phidias pour le duc de Luynes, orfèvrerie de Duponchel.
- Paris :
  - jardin du Luxembourg, bibliothèque du Sénat :
    - La Poésie épique, statue en marbre ;
    - La Philosophie, statue en marbre.

  - palais du Louvre, fronton du pavillon Sully : Napoléon 1er dominant l’Histoire et les Arts, haut-relief en pierre, avec Antoine-Louis Barye.
  - La Justice et L'Abondance sur les colonnes de la barrière du Trône, 1840[11]
- Rouen, musée des beaux-arts : Oreste réfugié à l'autel de Pallas, 1857.
- Troyes, musée Saint-Loup : 
  - La nymphe Coronis, 1831[6].
  - Le vieillard et ses enfants (esquisse en plâtre), 1833
  - Le joueur de Ruzzica, plâtre, 1837

Œuvres de Pierre-Charles Simart
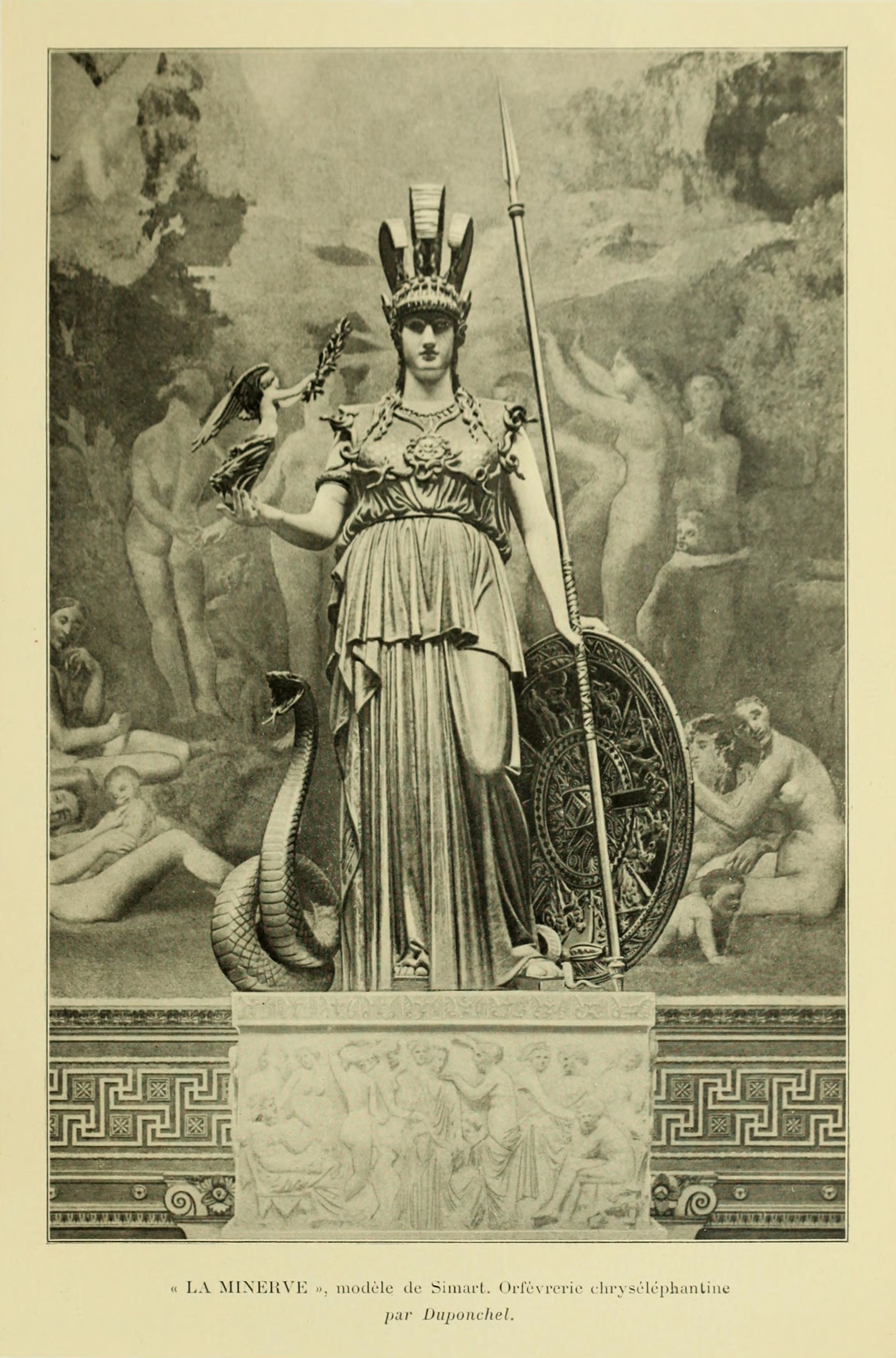
Minerve (1855), château de Dampierre.
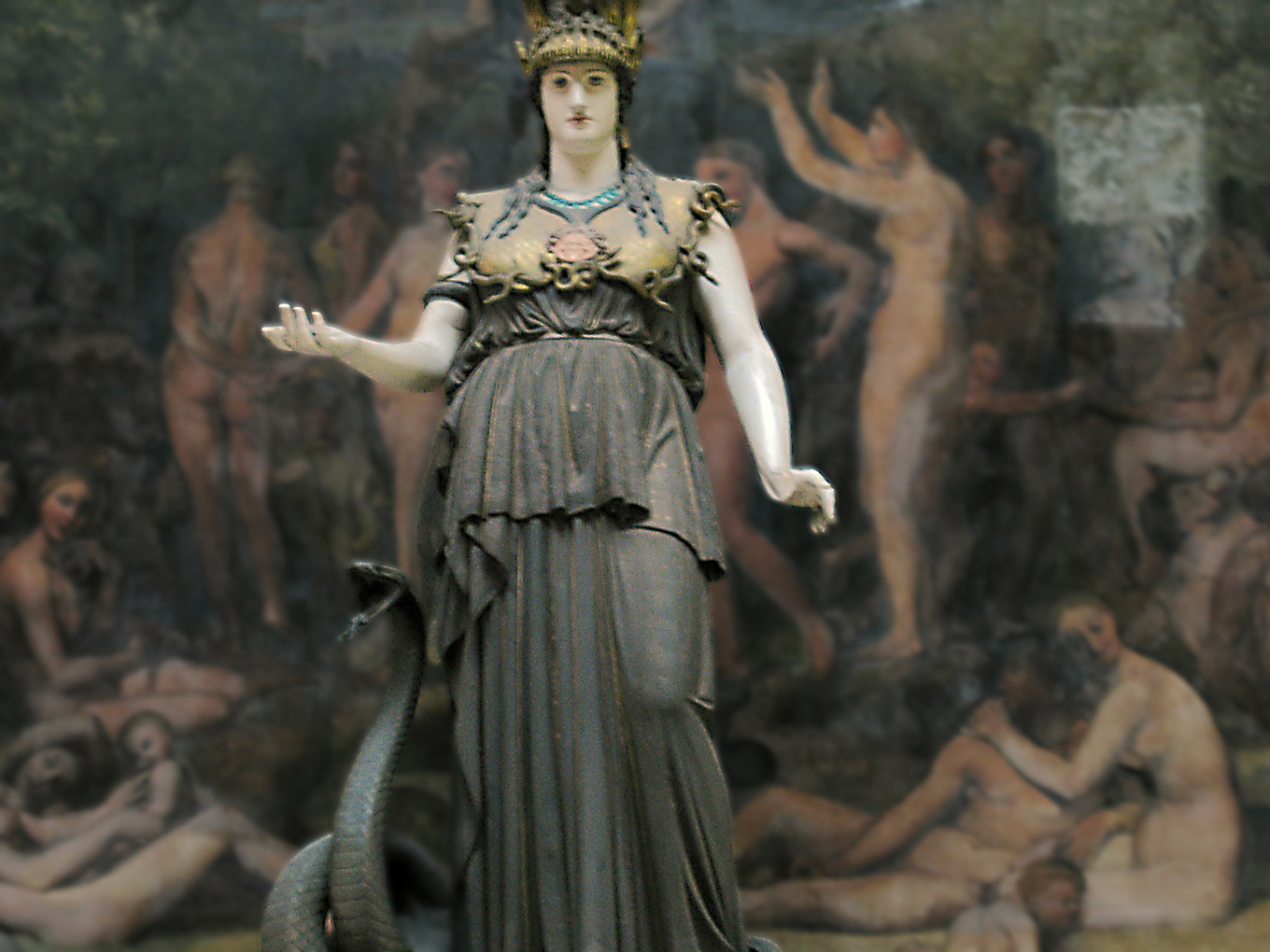
Détail de Minerve (1855), état en 2004.
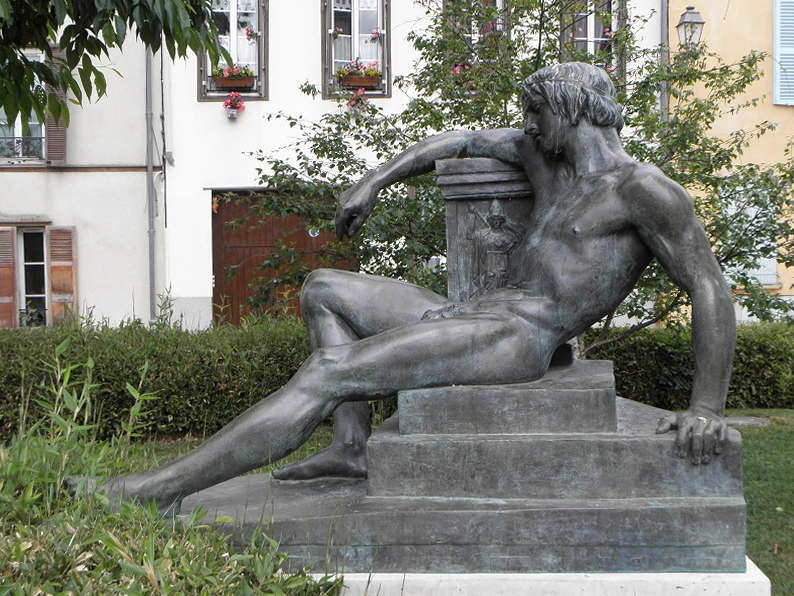
Oreste réfugié à l'autel de Pallas, bronze, Troyes, place Saint-Nizier.